# Björk
 Ovo je glavno značenje pojma Björk. Za druga značenja pogledajte Björk (razdvojba).
Björk (isl. Björk Guðmundsdóttir; Reykjavík, 21. studenog 1965.), islandska pjevačica, kantautorica i glumica.
Izvodila je glazbu različitih glazbenih pravaca kao što su: rock, jazz, elektronička dance glazba, klasika i etno. Njen eklektični glazbeni stil postigao je veliku popularnost i prihvaćanje glazbenih kritičara. Tijekom karijere, nominirana je za 12 Grammy nagrada, 1 Oscara i 2 Zlatna globusa. Osvojila je velik broj glazbenih i filmskih nagrada poput prestižne glazbene nagrade Polar 2010. godine, koju dodjeljuje Kraljevska švedska glazbena akademija.
Na listi 100 najboljih pjevača, američkog časopisa Roling Stone bila je na 60. mjestu.
Glumila je u islandskom filmu "The Juniper Tree" 1986. godine. Za ulogu u filmu "Ples u tami" danskog redatelja Larsa von Triera, dobila je nagradu za najbolju žensku ulogu na filmskom festivalu u Cannesu 2000. godine. Bila je i autorica glazbe za taj film. Pjesma iz filma "I've Seen It All", koju izvodi u duetu s grupom Radiohead bila je nominirana za Oscara u konkurenciji najbolje pjesme. Pjesmu je izvela na dodjeli Oscara 2001. godine, kada je zamijećena po haljini u obliku labuda.
Pjevala je na otvorenju Olimpijskih igri u Ateni 2004. godine.
Sudjelovala je u humanitarnim akcijama za pomoć potrebnima i uključila se u akcije protiv zagađivanja okoliša na Islandu.

## Diskografija
Studijski albumi
- Björk (1977.)
- Debut (1993.)
- Post (1995.)
- Homogenic (1997.)
- Vespertine (2001.)
- Medúlla (2004.)
- Volta (2007.)
- Biophilia (2011.)
- Vulnicura (2015.)
- Utopia (2017.)
- Fossora (2022.)